# Aldrovandia phalacra
Espèce
Statut de conservation UICN

 LC  : Préoccupation mineure
Aldrovandia phalacra est une espèce de poisson appartenant à la famille des Halosauridés.